# Macrosiphum valerianae
Macrosiphum valerianae är en insektsart som först beskrevs av Clarke 1903.  Macrosiphum valerianae ingår i släktet Macrosiphum och familjen långrörsbladlöss. Inga underarter finns listade i Catalogue of Life.